# ФК Хајдук Стапар сезона 1959/60
ФК Хајдук Стапар сезона 1959/60. обухвата све резултате и остале информације везане за наступ стапарског фудбалског клуба у сезони 1959/60. 
Заузевши 7. место у потсавезној лиги, са подмлађеном екипом, и упркос бројним финансијским проблемима Хајдук је успео да избегне испадање у нижи ранг такмичења.

## Резултати

### Табела
| Место | Клуб                | мечева | победа | нерешених | пораза | гол разлика | бодова |
| ----- | ------------------- | ------ | ------ | --------- | ------ | ----------- | ------ |
| 5     | ФК Кордун Кљајићево | 20     | 9      | 3         | 8      | +14         | 21     |
| 6     | ФК Јединство Колут  | 20     | 7      | 5         | 6      | -3          | 19     |
| 7     | ФК Хајдук Стапар    | 20     | 6      | 6         | 8      | -6          | 18     |
| 8     | ФК Спорт Бездан     | 20     | 7      | 3         | 10     | -6          | 17     |
| 9     | ФК Панонија Лалић   | 20     | 7      | 2         | 10     | -15         | 17     |

| Датум               | Место                        | Противник                  | Резултат       | Такмичење                              |  |
| ?                   | Стапар, Југославија          | ФК Борац Бачки Грачац      | 2:2            | Сомборски потсавез I разред            |  |
| 15. септембар 1959. | Сивац, Југославија           | ФК Полет Сивац             | 1:1            | Сомборски потсавез I разред            |  |
| 22. септембар 1959. | Стапар, Југославија          | ФК Задругар Српски Милетић | 5:1            | Сомборски потсавез I разред            |  |
| 29. септембар 1959. | Лалић, Југославија           | ФК Панонија Лалић          | 4:1            | Сомборски потсавез I разред            |  |
| 4. октобар 1959.    | Стапар, Југославија          | ФК Спорт Бездан            | 4:1            | Сомборски потсавез I разред            |  |
| 11. октобар 1959.   | Сомбор, Југославија          | ФК Металац Сомбор          | 0:3 (службено) | Сомборски потсавез I разред            |  |
| 18. октобар 1959.   | Стапар, Југославија          | ФК Јединство Колут         | 1:2            | Сомборски потсавез I разред            |  |
| 25. октобар 1959.   | Сонта, Југославија           | ФК Динамо Сонта            | 2:1            | Сомборски потсавез I разред            |  |
| 5. новембар 1959.   | Оџаци, Југославија           | ФК Трговачки Оџаци         | 4:1            | Сомборски потсавез I разред            |  |
| 6. децембар 1959.   | Кљајићево, Југославија       | ФК Кордун Кљајићево        | 5:2            | Сомборски потсавез I разред            |  |
| 27. март 1960.      | Бачки Грачац, Југославија    | ФК Борац Бачки Грачац      | 1:0            | Сомборски потсавез I разред            |  |
| 3. април 1960.      | Стапар, Југославија          | ФК Полет Сивац             | 1:0            | Сомборски потсавез I разред            |  |
| 10. април 1960.     | Српски Милетић, Југославија  | ФК Задругар Српски Милетић | 3:3            | Сомборски потсавез I разред            |  |
| 17. април 1960.     | Стапар, Југославија          | ФК Панонија Лалић          | 3:1            | Сомборски потсавез I разред            |  |
| 24. април 1960.     | Бездан, Југославија          | ФК Спорт Бездан            | 0:1            | Сомборски потсавез I разред            |  |
| 1. мај 1960.        | Стапар, Југославија          | ФК Металац Сомбор          | 1:1            | Сомборски потсавез I разред            |  |
| 8. мај 1960.        | Колут, Југославија           | ФК Јединство Колут         | 0:0            | Сомборски потсавез I разред            |  |
| 28. мај 1960.       | Кљајићево, Југославија       | ФК Кордун Кљајићево        | 6:1            | Сомборски потсавез I разред            |  |
| 10. јуни 1960.      | Стапар, Југославија          | ФК Трговачки Оџаци         | 1:1            | Сомборски потсавез I разред            |  |
| 26. јуни 1960.      | Бачки Брестовац, Југославија | ФК БСК Бачки Брестовац     | 2:3            | Куп Маршала Тита 1. коло квалификација |  |
| 3. јули 1960.       | Стапар, Југославија          | ФК Полет Сивац             | 3:1            | Куп Маршала Тита 2. коло квалификација |  |
| 26. јули 1960.      | Српски Милетић, Југославија  | ФК Задругар Српски Милетић | 3:0            | Куп Маршала Тита 3. коло квалификација |  |